# PLCB3
La fosfoinosítido fosfolipasa C beta 3 (PLCB3) (EC 3.1.4.11) es una isozima humana de la enzima fosfoinosítido fosfolipasa C. Cataliza la reacción:
1-fosfatidil-1D-mio-inositol 4,5-bisfosfato + H2O {\displaystyle \rightleftharpoons } 1D-mio-inositol-1,4,5-trisfosfato + diacilglicerol
Tiene como función la producción de las moléculas mensajeras diacilglicerol e inositol 1,4,5-trifosfato. Utiliza como cofactor calcio. Interacciona con la proteína 1 de unión a la cortactina (SHARK2) y el receptor 2 del ácido lisofosfatídico (LPAR2). Su localización celular es la membrana. Contiene un dominio tipo C2, un dominio tipo PI-PLC X-box y un dominio PI-PLC Y-box.